# Partido judicial de Ronda
El partido judicial de Ronda es el  partido judicial n.º 4 de la provincia de  Málaga, y uno de los 85 partidos judiciales en los que se divide la comunidad autónoma de Andalucía. Fue creado por Real Decreto en 1983. Comprende los municipios de Algatocín, Alpandeire, Arriate, Atajate, Benadalid, Benalauría, Benaoján, Benarrabá, El Burgo, Cartajima, Cortes de la Frontera, Cuevas del Becerro, Faraján, Gaucín, Genalguacil, Igualeja, Jimera de Líbar, Jubrique, Júzcar, Montecorto, Montejaque, Parauta, Pujerra, Ronda y Serrato, todos situados en la provincia de Málaga. La cabeza de partido y por tanto sede de las instituciones judiciales es Ronda.Cuenta con un Juzgado Decano y tres de Primera Instancia e Instrucción.